# Weißenfels (huyện)
Weißenfels là một huyện cũ (Kreis) ở phía nam của Sachsen-Anhalt, Đức. Các huyện giáp ranh (từ phía nam theo chiều kim đồng hồ) là: Burgenlandkreis, Merseburg-Querfurt và Saxon district Leipziger Land.

## Lịch sử
Vào năm 1999, gần thị trấn Goseck, các nhà khảo cổ học đã phát hiện đài quan sát mặt trời cổ nhất châu Âu, vòng tròn Goseck lâu đời hơn Stonehenge khoảng 2000 năm.
Huyện với ranh giới như ngày nay đã được lập năm1994, khi hai huyện cũ Weissenfels và Hohenmölsen được sáp nhập.

## Địa lý
Sông chính chảy qua huyện này là sông Saale, với các vùng trồng nho nằm dọc theo thung lũng sông. Ở phía đông của huyện là mở lignite Hohenmölsen.

## Thị xã và đô thị
| Thị xã         | Verwaltungsgemeinschaften |
| -------------- | --- |
| 1. Hohenmölsen | 1. Lützen-Wiesengrund (bao gồm cả thị xã Lützen) 2. Saaletal 3. Vier Berge-Teucherner Land (bao gồm cả thị xã Teuchern) 4. Weißenfelser Land (bao gồm cả thị xã Weißenfels) |